# Château de la Roque (Hébécrevon)
Pour les articles homonymes, voir Château de la Roque (homonymie).
Le château de la Roque est un édifice situé à Hébécrevon, en France.

## Localisation
Le monument est situé dans le département français de la Manche, à 1,5 km au nord-ouest du bourg d'Hébécrevon, à proximité de l'échangeur no 7 de la route nationale 174.

## Historique
La propriété a été réhabilitée par Mireille et Raymond Delisle où ce dernier se donna la mort le 11 août 2013.

## Protection aux monuments historiques
Les façades et les toitures des bâtiments formant le château sont inscrites au titre des Monuments historiques depuis le 1er avril 1946.